# Maia Jackman
Maia Giselle Jackman (ur. 25 maja 1975) – nowozelandzka piłkarka grająca na pozycji obrońcy.
W reprezentacji kraju zadebiutowała 6 sierpnia 1993 w meczu przeciwko Kanadzie. Uczestniczka Mistrzostw Świata 2007.